# Klaus Wowereit
Klaus Wowereit (født 1. oktober 1953 i Vestberlin) er tysk politiker og medlem af SPD. Han var fra den 16. juni 2001 til den 11. december 2014 regerende borgmester (leder af senatet) i delstaten Berlin.
Klaus Wowereit tog studentereksamen i 1973 fra Ulrich-von-Hutten-Oberschule i Berlin. Han studerede jura ved Freie Universität Berlin i perioden 1973–1979 og tog den 1. juridiske embedseksamen i 1979. Fra 1979 til 1984 var han medlem af bydelsudvalget for SPD i Berlin-Tempelhof (efter forvaltningsreformen i 2001 skiftede distriktet navn til Tempelhof-Schöneberg). Han tog sin 2. juridiske embedseksamen i 1981. Han var sekretær for Berlins indenrigssenator og gruppeformand for SPD i distrikt Berlin-Tempelhof fra 1981 til 1984. I perioden 1984–1995 var han medlem af distriktets udvalg for folkeoplysning og kultur.
Klaus Wowereit har siden 1995 været medlem af senatet i Berlin. Her var han fra 1995 til 1999 stedfortrædende formand for SPD og formand for partiet fra 1999 til 2001.
Han var præsident for det tyske forbundsråd (Deutscher Bundesrat) fra 1. november 2001 til 31. oktober 2002.
Klaus Wowereit dannede regering i 2001, da den forrige med Eberhard Diepgen som leder blev nødt til at gå som følge af en finansskandale. 
Før sin nominering til kandidat til borgmesterposten holdt Klaus Wowereit den 10. juni 2001 en tale, hvor han offentligt bekendtgjorde sin homoseksualitet. Han sagde bl.a.: ”Ich bin schwul – und das ist auch gut so!“. Det blev et ofte citeret slogan i valgkampen op til senatsvalget den 21. oktober 2001.
Klaus Wowereit har siden 1992 dannet par med neurokirurgen Jörn Kubicki (født 1965).
I den tyske offentlighed er han også blevet kendt gennem sine mange optrædener i talkshows og quizprogrammer, fx ”Wetten dass..?”. I 2004 havde han en gæsteoptræden i tv-serien ”Berlin, Berlin”, hvor han spillede sig selv. I filmen ”Alles auf Zucker!” havde han en mindre rolle som regerende borgmester.